# The Gift (hudební skupina)
The Gift je portugalská hudební skupina, která vznikla roku 1994 ve městě Alcobaça. Původní sestavu tvořili zpěvačka Sónia Tavares, klávesista Nuno Gonçalves, baskytarista John Gonçalves, kytarista Miguel Ribeiro a klávesista Ricardo Braga. Braga kapelu v roce 1998 opustil a ta následně pokračovala v kvartetu. Svou první desku nazvanou Vinyl skupina vydala v roce 1998. Později následovala řada dalších. V září 2016 kapela vydala singl „Love Without Violins“ ve spolupráci s anglickým hudebníkem a producentem Brianem Enem. Eno se následně podílel na celém albu kapely nazvaném Altar.

## Diskografie
- Vinyl (1998)
- Film (2001)
- AM-FM (2004)
- Fácil de Entender (2006)
- Explode (2011)
- Primavera (2012)
- Altar (2017)